# 대한민국 민법 제984조
대한민국 민법 제984조는 호주승계의 순위에 관한 민법 친족법 조문이었다. 호주제가 폐지됨에 따라 같이 삭제되었다.

## 조문
제984조 (호주승계의 순위) 호주승계에 있어서는 다음 순위로 승계인이 된다.
1. 피승계인의 직계비속남자
2. 피승계인의 가족인 직계비속녀자
3. 피승계인의 처
4. 피승계인의 가족인 직계존속녀자
5. 피승계인의 가족인 직계비속의 처

## 같이 보기
- 호주제
- 피승계인